# جان بورکیت
جان بورکیت (انگلیسی: John Burckitt; ۱۶ دسامبر ۱۹۴۶ – 1999 (aged 52)) بازیکن فوتبال اهل بریتانیا بود.
از باشگاه‌هایی که در آن بازی کرده‌است می‌توان به باشگاه فوتبال نانیتون تاون، باشگاه فوتبال کاونتری سیتی، باشگاه فوتبال والسال، و باشگاه فوتبال برادفورد سیتی اشاره کرد.